# Cantón de Anorbín
El cantón de Anorbín es una vía pública de la ciudad española de Vitoria.

## Descripción
El cantón, que conecta la calle de la Correría con la de la Fundadora de las Siervas de Jesús, tiene cruces con la de la Zapatería y la de la Herrería. Aparece descrito en la Guía de Vitoria (1901) de José Colá y Goiti con las siguientes palabras:

Cantón de Anorbín.—Nombre primitivo. Se le dió este título en 12 de octubre de 1887. Principia en la calle de la Correría y concluye en las Cercas altas.
(Colá y Goiti, 1901, p. 24)

Según Knörr Borràs y Martínez de Madina Salazar, el título habría derivado, por corrupción, desde el del portal de Angevín, derruido en 1852 para construir al año siguiente las escaleras que solventan el desnivel que existe en el último tramo del cantón.